# Szatymaz (nádraží)
Szatymaz je železniční stanice v maďarské obci Szatymaz, která se nachází v župě Csongrád-Csanád. Stanice byla otevřena v roce 1854, kdy byla zprovozněna trať mezi Kiskunfélegyházou a Temešvárem přes Segedín.

## Provozní informace
Stanice má celkem 1 nástupiště a 2 nástupní hrany. Ve stanici je možnost zakoupení si jízdenky a je elektrifikovaná střídavým proudem 25 kV, 50 Hz. Provozuje ji společnost MÁV.

## Doprava
Zastavuje zde spousta vnitrostátních vlaků InterCity na trase Budapešť–Segedín. Dále zde zastavuje několik osobních vlaků do Kiskunfélegyházy a Segedína.

## Tratě
Stanicí prochází tato trať:
- Cegléd–Kiskunfélegyháza–Segedín (MÁV 140)